# Acacia ortegae
Acacia ortegae är en ärtväxtart som först beskrevs av Nathaniel Lord Britton och Joseph Nelson Rose, och fick sitt nu gällande namn av Howard Scott Gentry. Acacia ortegae ingår i släktet akacior, och familjen ärtväxter. Inga underarter finns listade i Catalogue of Life.